# Boot Camp (software)
Boot Camp é um utilitário multi-boot do sistema operacional macOS da Apple Inc. que auxilia os usuários na instalação do Microsoft Windows em computadores da Apple com processador Intel. O Boot Camp ajuda o usuário a fazer um particionamento de disco não-destrutivo (incluindo o redimensionamento da partição HFS+ ou APFS, se necessário) do seu disco rígido ou unidade de estado sólido e também na instalação de drivers de dispositivos Windows no hardware da Apple. Além dos drivers para o hardware, o disco também inclui um item para o painel de controle do Windows para selecionar o sistema operacional a ser iniciado preferencialmente.
O utilitário foi introduzido pela primeira vez no Mac OS X 10.5 Leopard e foi incluído nas versões posteriores do sistema operacional desde então. As versões mais antigas do Boot Camp permitiam a instalação do Windows XP e Windows Vista. A versão 4.0 para Mac OS X 10.6 Snow Leopard até a versão 10.6.6 do Mac OS X 10.8 Mountain Lion só suportava o Windows 7. Com o lançamento do Boot Camp 5.0 para Mac OS X 10.8 Mountain Lion, apenas as versões de 64 bits do Windows 7 e Windows 8 são oficialmente suportadas.
O Boot Camp 6.0 adicionou suporte para versões de 64 bits do Windows 10. O Boot Camp 6.1, disponível no macOS 10.12 Sierra e posteriores, só aceitará novas instalações do Windows 7 e posterior; essa exigência foi atualizada para exigir o Windows 10 para o macOS 10.14 Mojave.
Boot Camp não está disponível nos Macs com Apple Silicon, no entanto, Craig Federighi afirmou que, tecnicamente, não há nada que impeça as versões baseadas em ARM do Windows 10 e do Windows 11 rodarem em processadores Apple Silicon. A Microsoft precisaria alterar suas políticas de licenciamento do Windows 10 e Windows 11 baseados em ARM, já que as cópias do Windows não estão disponíveis publicamente para os consumidores, apenas para as fabricantes de computadores dessa arquitetura.

## Visão Geral
Ao manter pressionada a tecla option na inicialização do computador, é aberto o gerenciador de inicialização, permitindo ao usuário que escolha que sistema operacional deve ser inicializado. Quando o teclado usado não for da Apple, a tecla alt geralmente provoca o mesmo efeito. O gerenciador de inicialização também pode ser inicializado segurando o botão menu do Apple Remote durante a inicialização.
Em Macs mais antigos, mas já baseados em processador Intel, o Boot Camp requer que o usuário faça uma atualização no firmware da EFI, que inclui um módulo de compatibilidade com a BIOS. A EFI é usada em Macs Intel no lugar do Open Firmware usado nos Macs baseados em PowerPC. Macs Intel mais novos já vem com essa atualização.
O Boot Camp substituiu o projeto Xom, de código fonte aberto, que tinha como objetivo fazer dual boot entre o Mac OS X e o Windows XP.

## Requisitos do sistema

### Mac OS X 10.7 Lion e OS X 10.8 Mountain Lion
Os requisitos do sistema Boot Camp da Apple listam os seguintes requisitos para Mac OS X Lion e OS X Mountain Lion:
- Dispositivo de armazenamento USB de 8 GB ou unidade externa formatada como MS-DOS (FAT) para instalação de drivers Windows no hardware Mac.
- Espaço de armazenamento de no mínimo 20 GB para primeira instalação ou 40 GB para uma atualização de uma versão anterior do Windows.
- Uma cópia original de um dos seguintes sistemas operacionais:
  - Windows 7 Home Premium, Professional ou Ultimate (apenas edições de 64 bits)
  - Windows 8 e Windows 8 Professional (apenas edições de 64 bits)
  - Windows 10 Home, Pro, Pro for Workstation, Education ou Enterprise (apenas edições de 64 bits)

### Mac OS X 10.5 Leopard e Mac OS X 10.6 Snow Leopard
A Apple lista os seguintes requisitos para Mac OS X 10.5 Leopard e Mac OS X 10.6 Snow Leopard:
- Um computador Macintosh baseado em Intel com o firmware mais recente (os computadores Macintosh baseados em Intel exigem uma atualização de firmware EFI para compatibilidade com BIOS).
- Disco de instalação do Mac OS X 10.5 Leopard, Mac OS X 10.6 Snow Leopard ou Mac OS X Disc 1 incluído com Macs que possuem Mac OS X 10.5 Leopard ou Mac OS X 10.6 Snow Leopard pré-instalados; este disco é necessário para a instalação de drivers Windows para o hardware Mac.
- Espaço de armazenamento de no mínimo 10 GB (16 GB é o recomendado para Windows 7).
- Uma cópia original de um dos seguintes sistemas operacionais:
  - Windows XP Home Edition ou Windows XP Professional Edition com Service Pack 2 ou superior (apenas edições de 32 bits)
  - Windows Vista Home Basic, Home Premium, Business, Enterprise ou Ultimate (edições de 32 bits e 64 bits)
  - Windows 7 Home Premium, Professional, Enterprise ou Ultimate (edições de 32 bits e 64 bits)

### Suporte para o Windows 8
Oficialmente, os primeiros modelos Macintosh que suportam o Windows 8 são o MacBook Air (meados de 2011) de 13 ou 15 polegadas; MacBook Pro (meados de 2010), Mac Mini (meados de 2011), iMac (meados de 2010) de 21 e 27 polegadas e Mac Pro (início de 2009).

## Sistemas não suportados
Existe suporte parcial para saídas. Alguns Macs com chip de vídeo da ATI são compatíveis desde que o sistema seja inicializado com o cabo plugado. [carece de fontes?] Muitos usuários ainda tem problemas em conseguir fazer a imagem do S-Video ficar sincronizada a partir de um lado rodando Boot Camp usando os iMacs de alumínio lançados em 2007, independentemente da resolução e taxa de atualização configuradas no chip ATI.[carece de fontes?]
Até a versão 2.1 não existe suporte para clicar usando um toque nos notebooks Mac e alguns grupos de discussão na web questionam o comprometimento da Apple em atualizar os drivers sem grandes atrasos.

## Outros sistemas operacionais
A documentação da Apple diz que o Windows XP Service Pack 2 ou o Windows Vista são um requerimento para a instalação do Boot Camp e também menciona que tentar instalar um sistema operacional não suportado pode impedir o computador de iniciar mesmo no Mac OS X; apesar disso, é preciso observar que outros sistemas operacionais foram instalados com sucesso. Outras versões do Windows, como o Windows XP Professional x64 Edition e o Windows Server 2003 foram instaladas. Além disso, várias distribuições de linux foram instaladas, assim como o GNU OpenSolaris's Nexenta OS (Alpha 6 Elatte) e o FreeBSD.

### 64-bit (x64) Microsoft Windows
A Apple dá suporte a instalações das versões 64 bits do Windows Vista em certos equipamentos da Apple, como a geração de 2008 do Mac Pro e o MacBook Pro.

### Linux
Linux não é suportado pelo Boot Camp, mas alguns distribuidores distribuem drivers proprietários para alcançar compatibilidade parcial com os computadores da Apple, com uma série de pequenos problemas, como reduzida qualidade de saída de som e uma série de problemas com os MacBooks e a função de dormir.[carece de fontes?]

## Histórico de versões
| 1.0 beta   | 5 de abril de 2006     | - Lançamento original |
| 1.1 beta   | 26 de Agosto de 2006   | - Suporte aos Macs baseados em Intel mais novos - Particionamento mais facil usando pré-configurações para tamnhos populares - Possibilidade de instalação do Windows XP em qualquer disco interno - Suporte para câmeras iSight embutidas - Suporte para microfones embutidos - Clique com o botão direito ao pressionar a tecla da maçã em teclados da Apple - Suporte melhorado ao teclado da Apple incluindo as teclas Delete, PrintScreen, NumLock e ScrollLock. |
| 1.1.1 beta | 14 de Setembro de 2006 | - Suporte a iMacs com Core 2 Duo |
| 1.1.2 beta | 30 de Outubro de 2006  | - O Apple USB Modem agora funciona corretamente - Scroll com o trackpad e gestos de clique com o botão direito funcionam corretamente - Consertado bug no sistema que faz o computador dormir quando parado - Reduzido número de telas durante a instalação do driver para Windows - Melhorado o suporte internacional - Melhorado o suporte a redes sem fio 802.11 |
| 1.2 beta   | 28 de Março de 2007    | - Suporte para Windows Vista (32-bit) - Atualizados drivers, incluindo mas não limitado a trackpad, AppleTime, audio, placa gráfica, modem, câmera iSight - Suporte ao Apple Remote (funciona com o iTunes e com o Windows Media Player) - Um ícone na bandeja do Windows para acesso fácl à informações e ações do Boot Camp - Suporte melhorado ao teclado para Coreano, Chinês, Sueco, Danish, Norueguês, Finnish, Russo e Canadense Francês - Melhorada a experiência de instalação de drivers no Windows - Atualizada a documentação e a ajuda online do Boot Camp no Windows - Apple Software Update (para Windows XP e Vista) |
| 1.3 beta   | 7 de Junho de 2007     | - Suporte ao iluminador do teclado do MacBook Pro - Pairing com o Apple Remote - Atualizados drivers de vídeo - Melhorado instalador de drivers do BootCamp - Melhorado suporte a teclado internacional - Consertos em localização - Atualizada a ajuda do Windows para o Boot Camp |
| 1.4 beta   | 8 de Agosto de 2007    | |
| 2.0        | 26 de Outubro de 2007  | - Atualizado painel de controle do Boot Camp - Atualizado suporte a teclado - Atualizados drivers - Atualizado suporte a localização - Adicionado suporte aos últimos Macs - Atualizada a ajuda do Windows para o Boot Camp |
| 2.1        | 24 de Abril de 2008    | - Suporte ao Windows XP Service Pack 3 - Suporte ao Windows Vista x64 |